# Мардук-бел-ушаті
Мардук-бел-ушаті (д/н — бл. 850 до н. е.) — цар Вавилону близько 851—850 до н. е.

## Життєпис
Походив з династії «Е» (VIII Вавилонської династії). Другий син царя Набу-апла-іддіни. Після смерті останнього близько 855 року до н. е. отримав південну частину Вавилонського царства від брата-царя Мардук-закір-шумі I.
У 851 році до н. е. за підтримки халдеїв повстав проти царя, швидко захопив усе царство з Вавилоном. Повалений брат отаборився біля річки Діяла. Тому на допомогу прийшов ассирійський цар Шульману-ашаред III. Внаслідок чого Мардук-бел-ушаті відступив до регіону Ясубу і тут зміцнився у фортеці Гананнате. Але біля її стін зазнав поразки, проте зміг витримати облогу ассирійського війська. Втім 850 рокудо н. е. Гананнате було захоплено ворогом, тому Мардук-бел-ушаті втік на південь до фортеці Арман (Галман), де зазнав остаточної поразки й загинув. На троні Вавилону було поновлено Мардук-закір-шумі I.